# Khúc côn cầu trên cỏ tại Thế vận hội Mùa hè 2016
Khúc côn cầu trên cỏ tại Thế vận hội Mùa hè 2016 ở Rio de Janeiro diễn ra từ ngày 6 đến ngày 19 tháng 8 tại Trung tâm khúc côn cầu Olympic ở Deodoro. Giải đấu có một vài thay đổi trong thể thức và cơ cấu tổ chức so với Thế vận hội Mùa hè 2012. 24 đội (12 đội nam và 12 đội nữ) sẽ cạnh tranh trong giải đấu.

## Lịch thi đấu
Lịch thi đấu của giải đấu nam được công bố vào ngày 27 tháng 4 năm 2016.
| G | Vòng bảng | ¼ | Tứ kết | ½ | Bán kết | B | Huy chương đồng | F | Chung kết |

| Ngày →Nội dung ↓ | T7 (6/8) | CN (7/8) | T2 (8/8) | T3 (9/8) | T4 (10/8) | T5 (11/8) | T6 (12/8) | T7 (13/8) | CN (14/8) | T2 (15/8) | T3 (16/8) | T4 (17/8) | T5 (18/8) | T5 (18/8) | T6 (19/8) | T6 (19/8) |
| ---------------- | -------- | -------- | -------- | -------- | --------- | --------- | --------- | --------- | --------- | --------- | --------- | --------- | --------- | --------- | --------- | --------- |
| Nam              | G        | G        | G        | G        | G         | G         | G         |           | ¼         |           | ½         |           | B         | F         |           |           |
| Nữ               | G        | G        | G        |          | G         | G         | G         | G         |           | ¼         |           | ½         |           |           | B         | F         |

## Thể thức thay đổi
Vào ngày 20 tháng 3 năm 2014, Liên đoàn khúc côn cầu quốc tế (FIH) tiến hành các thay đổi đối với thể thức thi đấu, giảm từ hai hiệp 35 phút xuống bốn hiệp 15 phút, với 2 phút nghỉ giữa mỗi hiệp, và nghỉ 15 phút sau khi hiệp hai kết thúc. Mục đích là nhằm gia tăng sự thông suốt và kịch tính cho giải đấu, tạo dấu ấn sâu đậm cho người hâm mộ và là cơ hội để trình bày và phân tích các trận đấu. Một số thay đổi khác gồm có việc cho phép tạm dừng trận đấu 40 giây sau khi trọng tài thổi phạt đền góc và sau khi có bàn thắng được ghi. Việc gián đoạn và xin tạm dừng đảm bảo rằng thời gian 60 phút của trận đấu là thời gian thi đấu chính và không bị lãng phí bởi các tình huống dàn xếp quả phạt đền góc, đặc biệt khi bóng chưa nhập cuộc. Các trận đấu kết thúc với tỉ số hòa ở vòng knockout sẽ được phân định bởi loạt sút luân lưu, do hiệp phụ đã bị loại bỏ từ năm 2013.

## Vòng loại

### Vòng loại nam
Mỗi đội tuyển vô địch của năm châu lục được vào thẳng vòng chung kết. Brasil được vào thẳng với tư cách chủ nhà nhưng với điều kiện kèm theo. Do trình độ khúc côn cầu trên cỏ ở Brasil, FIH và Ủy ban Olympic Quốc tế (IOC) yêu cầu đội tuyển Brasil phải đạt thứ hạng từ 13 trở lên trên FIH World Rankings tính đến cuối năm 2014 hoặc ít nhất đạt vị trí thứ sáu tại Đại hội Thể thao Liên châu Mỹ 2015 nếu muốn vượt qua vòng loại với tư cách chủ nhà. Họ hoàn thành mục tiêu sau khi đánh bại Hoa Kỳ trong loạt luân lưu ở tứ kết. Thêm vào đó sáu đội tuyển xếp hạng cao nhất tại bán kết FIH Hockey World League 2014-15 mà chưa.
| Ngày                           | Sự kiện                                             | Địa điểm                | Vượt qua vòng loại |
| ------------------------------ | --------------------------------------------------- | ----------------------- | ------------------ |
| 20 tháng 9 – 2 tháng 10, 2014  | Đại hội Thể thao châu Á 2014                        | Incheon, Hàn Quốc       | Ấn Độ              |
| 3–14 tháng 6, 2015             | Bán kết Giải khúc côn cầu FIH thế giới 2014-15      | Buenos Aires, Argentina | Đức                |
| 3–14 tháng 6, 2015             | Bán kết Giải khúc côn cầu FIH thế giới 2014-15      | Buenos Aires, Argentina | Canada             |
| 3–14 tháng 6, 2015             | Bán kết Giải khúc côn cầu FIH thế giới 2014-15      | Buenos Aires, Argentina | Tây Ban Nha        |
| 3–14 tháng 6, 2015             | Bán kết Giải khúc côn cầu FIH thế giới 2014-15      | Buenos Aires, Argentina | New Zealand        |
| 20 tháng 6 – 5 tháng 7, 2015   | Bán kết Giải khúc côn cầu FIH thế giới 2014-15      | Antwerp, Bỉ             | Bỉ                 |
| 20 tháng 6 – 5 tháng 7, 2015   | Bán kết Giải khúc côn cầu FIH thế giới 2014-15      | Antwerp, Bỉ             | Anh Quốc           |
| 20 tháng 6 – 5 tháng 7, 2015   | Bán kết Giải khúc côn cầu FIH thế giới 2014-15      | Antwerp, Bỉ             | Ireland            |
| 21 tháng 7, 2015               | Chủ nhà                                             | Toronto, Canada         | Brasil             |
| 14–25 tháng 7, 2015            | Đại hội Thể thao Liên châu Mỹ 2015                  | Toronto, Canada         | Argentina          |
| 21–29 tháng 8, 2015            | Giải vô địch khúc côn cầu các quốc gia châu Âu 2015 | Luân Đôn, Anh           | Hà Lan             |
| 21–25 tháng 10, 2015           | Cúp châu Đại Dương 2015                             | Stratford, New Zealand  | Úc                 |
| 23 tháng 10 – 1 tháng 11, 2015 | Giải đấu vòng loại châu Phi 2015                    | Randburg, Nam Phi       | —1                 |
| Tổng cộng                      | Tổng cộng                                           | Tổng cộng               | 12                 |

^1  – Nam Phi giành suất của châu Phi tuy nhiên Ủy ban Olympic và Liên đoàn thể thao Nam Phi (SASCOC) cùng Hiệp hội khúc côn cầu Nam Phi (SAHA) đã đi đến thỏa thuận về các tiêu chí loại đối với Thế vận hội Rio 2016 rằng Vòng loại châu Phi là chưa đủ và đội sẽ không tham gia giải. Do đó, New Zealand, đội chưa vượt qua vòng loại có xếp hạng cao nhất tại bán kết Giải khúc côn cầu nam FIH thế giới 2014-15 sẽ thế chân.

### Vòng loại nữ
Mỗi đội tuyển vô địch của năm châu lục được vào thẳng vòng chung kết. Chủ nhà không có mặt do đội tuyển nữ Brasil xếp dưới hạng 14 của bảng xếp hạng FIH World Rankings tính tới cuối năm 2014 cũng như xếp dưới vị trí thứ bảy tại Đại hội Thể thao Liên châu Mỹ 2015 (họ thậm chí không thể vượt qua vòng loại của giải này). Sự giới hạn việc tham gia cũng do trình độ của khúc côn cầu trên cỏ Brasil. Cùng với đó thì bảy đội xếp hạng cao nhất tại bán kết của FIH Hockey World League 2014-15 những chưa có suất tới Rio sẽ nhận các suất còn lại.
| Ngày                           | Sự kiện                                      | Địa điểm               | Vượt qua vòng loại |
| ------------------------------ | -------------------------------------------- | ---------------------- | ------------------ |
| 20 tháng 9 – 2 tháng 10, 2014  | Đại hội Thể thao châu Á 2014                 | Incheon, Hàn Quốc      | Hàn Quốc           |
| 10–21 tháng 6, 2015            | Bán kết Hockey World League 2014-15          | Valencia, Tây Ban Nha  | Trung Quốc         |
| 10–21 tháng 6, 2015            | Bán kết Hockey World League 2014-15          | Valencia, Tây Ban Nha  | Đức                |
| 10–21 tháng 6, 2015            | Bán kết Hockey World League 2014-15          | Valencia, Tây Ban Nha  | Argentina          |
| 10–21 tháng 6, 2015            | Bán kết Hockey World League 2014-15          | Valencia, Tây Ban Nha  | Tây Ban Nha2       |
| 20 tháng 6 – 5 tháng 7, 2015   | Bán kết Hockey World League 2014-15          | Antwerpen, Bỉ          | Hà Lan             |
| 20 tháng 6 – 5 tháng 7, 2015   | Bán kết Hockey World League 2014-15          | Antwerpen, Bỉ          | New Zealand        |
| 20 tháng 6 – 5 tháng 7, 2015   | Bán kết Hockey World League 2014-15          | Antwerpen, Bỉ          | Ấn Độ              |
| 20 tháng 6 – 5 tháng 7, 2015   | Bán kết Hockey World League 2014-15          | Antwerpen, Bỉ          | Nhật Bản           |
| 13–24 tháng 7, 2015            | Đại hội Thể thao Liên châu Mỹ 2015           | Toronto, Canada        | Hoa Kỳ             |
| 22–30 tháng 8, 2015            | Women's EuroHockey Nations Championship 2015 | Luân Đôn, Anh          | Anh Quốc1          |
| 21–25 tháng 10, 2015           | Cúp châu Đại Dương 2015                      | Stratford, New Zealand | Úc                 |
| 23 tháng 10 – 1 tháng 11, 2015 | Giải đấu vòng loại châu Phi 2015             | Randburg, Nam Phi      | —2                 |
| Tổng cộng                      | Tổng cộng                                    | Tổng cộng              | 12                 |

^1  – Thành phần gồm các tuyển thủ Anh
^2  – Nam Phi giành suất của châu Phi tuy nhiên Ủy ban Olympic và Liên đoàn thể thao Nam Phi (SASCOC) cùng Hiệp hội khúc côn cầu Nam Phi (SAHA) đã đi đến thỏa thuận về các tiêu chí loại đối với Thế vận hội Rio 2016 rằng Vòng loại châu Phi là chưa đủ và đội sẽ không tham gia giải. Do đó, Tây Ban Nha, đội chưa vượt qua vòng loại có xếp hạng cao nhất tại bán kết Giải khúc côn cầu nữ FIH thế giới 2014-15 là đội thay thế.

## Nội dung nam
Cuộc thi đấu bao gồm hai vòng; vòng bảng và sau đó là vòng đấu loại trực tiếp.

### Vòng bảng
Các đội được chia thành hai bảng sáu đội, thi đấu vòng tròn một lượt. Ba điểm được trao cho một trận thắng, một điểm cho một trận hòa. Bốn đội đứng đầu mỗi bảng vượt qua vòng loại và tiến vào vòng tứ kết.

#### Bảng A
| VT | Đội         | ST | T | H | B | BT | BB | HS  | Đ  | Giành quyền tham dự |
| -- | ----------- | -- | - | - | - | -- | -- | --- | -- | ------------------- |
| 1  | Bỉ          | 5  | 4 | 0 | 1 | 21 | 5  | +16 | 12 | Tứ kết              |
| 2  | Tây Ban Nha | 5  | 3 | 1 | 1 | 13 | 6  | +7  | 10 | Tứ kết              |
| 3  | Úc          | 5  | 3 | 0 | 2 | 13 | 4  | +9  | 9  | Tứ kết              |
| 4  | New Zealand | 5  | 2 | 1 | 2 | 17 | 8  | +9  | 7  | Tứ kết              |
| 5  | Anh Quốc    | 5  | 1 | 2 | 2 | 14 | 10 | +4  | 5  |                     |
| 6  | Brasil      | 5  | 0 | 0 | 5 | 1  | 46 | −45 | 0  |                     |

#### Bảng B
| VT | Đội       | ST | T | H | B | BT | BB | HS  | Đ  | Giành quyền tham dự |
| -- | --------- | -- | - | - | - | -- | -- | --- | -- | ------------------- |
| 1  | Đức       | 5  | 4 | 1 | 0 | 17 | 10 | +7  | 13 | Tứ kết              |
| 2  | Hà Lan    | 5  | 3 | 1 | 1 | 18 | 6  | +12 | 10 | Tứ kết              |
| 3  | Argentina | 5  | 2 | 2 | 1 | 14 | 12 | +2  | 8  | Tứ kết              |
| 4  | Ấn Độ     | 5  | 2 | 1 | 2 | 9  | 9  | 0   | 7  | Tứ kết              |
| 5  | Ireland   | 5  | 1 | 0 | 4 | 10 | 16 | −6  | 3  |                     |
| 6  | Canada    | 5  | 0 | 1 | 4 | 7  | 22 | −15 | 1  |                     |

### Vòng đấu loại trực tiếp
|  | Tứ kết      | Tứ kết     |            |       | Bán kết         | Bán kết         |  |  | Huy chương vàng | Huy chương vàng |
|  |             |            |            |       |                 |                 |  |  |                 |                 |
|  | 14 tháng 8  |            |            |       |                 |                 |  |  |                 |                 |
|  |             |            |            |       |                 |                 |  |  |                 |                 |
|  | Bỉ          | 3          |            |       |                 |                 |  |  |                 |                 |
|  | Bỉ          | 3          | 16 tháng 8 |       |                 |                 |  |  |                 |                 |
|  | Ấn Độ       | 1          |            |       |                 |                 |  |  |                 |                 |
|  | Ấn Độ       | 1          | Bỉ         | 3     |                 |                 |  |  |                 |                 |
|  | 14 tháng 8  |            | Bỉ         | 3     |                 |                 |  |  |                 |                 |
|  |             | Hà Lan     | 1          |       |                 |                 |  |  |                 |                 |
|  | Hà Lan      | Hà Lan     | 1          | 4     |                 |                 |  |  |                 |                 |
|  | Hà Lan      |            | 18 tháng 8 | 4     |                 |                 |  |  |                 |                 |
|  | Úc          | 0          |            |       |                 |                 |  |  |                 |                 |
|  | Úc          | 0          | Bỉ         | 2     |                 |                 |  |  |                 |                 |
|  | 14 tháng 8  |            | Bỉ         | 2     |                 |                 |  |  |                 |                 |
|  |             | Argentina  | 4          |       |                 |                 |  |  |                 |                 |
|  | Tây Ban Nha | Argentina  | 4          | 1     |                 |                 |  |  |                 |                 |
|  | Tây Ban Nha | 16 tháng 8 |            | 1     |                 |                 |  |  |                 |                 |
|  | Argentina   | 2          |            |       |                 |                 |  |  |                 |                 |
|  | Argentina   | 2          | Argentina  | 5     |                 |                 |  |  |                 |                 |
|  | 14 tháng 8  |            | Argentina  | 5     |                 |                 |  |  |                 |                 |
|  |             | Đức        | 2          |       | Huy chương đồng | Huy chương đồng |  |  |                 |                 |
|  | Đức         | Đức        | 2          | 3     | Huy chương đồng | Huy chương đồng |  |  |                 |                 |
|  | Đức         |            | 18 tháng 8 | 3     |                 |                 |  |  |                 |                 |
|  | New Zealand | 2          |            |       |                 |                 |  |  |                 |                 |
|  | New Zealand | 2          | Hà Lan     | 1 (3) |                 |                 |  |  |                 |                 |
|  |             |            |            |       |                 |                 |  |  |                 |                 |
|  | Đức (p)     | 1 (4)      |            |       |                 |                 |  |  |                 |                 |
|  | Đức (p)     | 1 (4)      |            |       |                 |                 |  |  |                 |                 |

}

## Nội dung nữ
Cuộc thi đấu bao gồm hai vòng; vòng bảng và sau đó là vòng đấu loại trực tiếp.

### Vòng bảng
Các đội được chia thành hai bảng sáu đội, thi đấu vòng tròn một lượt. Ba điểm được trao cho một trận thắng, một điểm cho một trận hòa. Bốn đội đứng đầu mỗi bảng vượt qua vòng loại và tiến vào vòng tứ kết.

#### Bảng A
| VT | Đội         | ST | T | H | B | BT | BB | HS  | Đ  | Giành quyền tham dự |
| -- | ----------- | -- | - | - | - | -- | -- | --- | -- | ------------------- |
| 1  | Hà Lan      | 5  | 4 | 1 | 0 | 13 | 1  | +12 | 13 | Tứ kết              |
| 2  | New Zealand | 5  | 3 | 1 | 1 | 11 | 5  | +6  | 10 | Tứ kết              |
| 3  | Đức         | 5  | 2 | 1 | 2 | 6  | 6  | 0   | 7  | Tứ kết              |
| 4  | Tây Ban Nha | 5  | 2 | 0 | 3 | 6  | 12 | −6  | 6  | Tứ kết              |
| 5  | Trung Quốc  | 5  | 1 | 2 | 2 | 3  | 5  | −2  | 5  |                     |
| 6  | Hàn Quốc    | 5  | 0 | 1 | 4 | 3  | 13 | −10 | 1  |                     |

#### Bảng B
| VT | Đội       | ST | T | H | B | BT | BB | HS  | Đ  | Giành quyền tham dự |
| -- | --------- | -- | - | - | - | -- | -- | --- | -- | ------------------- |
| 1  | Anh Quốc  | 5  | 5 | 0 | 0 | 12 | 4  | +8  | 15 | Tứ kết              |
| 2  | Hoa Kỳ    | 5  | 4 | 0 | 1 | 14 | 5  | +9  | 12 | Tứ kết              |
| 3  | Úc        | 5  | 3 | 0 | 2 | 11 | 5  | +6  | 9  | Tứ kết              |
| 4  | Argentina | 5  | 2 | 0 | 3 | 12 | 6  | +6  | 6  | Tứ kết              |
| 5  | Nhật Bản  | 5  | 0 | 1 | 4 | 3  | 16 | −13 | 1  |                     |
| 6  | Ấn Độ     | 5  | 0 | 1 | 4 | 3  | 19 | −16 | 1  |                     |

### Vòng đấu loại trực tiếp
|  | Tứ kết      | Tứ kết         |              |       | Bán kết         | Bán kết         |  |  | Huy chương vàng | Huy chương vàng |
|  |             |                |              |       |                 |                 |  |  |                 |                 |
|  | 15 tháng 8  |                |              |       |                 |                 |  |  |                 |                 |
|  |             |                |              |       |                 |                 |  |  |                 |                 |
|  | Hà Lan      | 3              |              |       |                 |                 |  |  |                 |                 |
|  | Hà Lan      | 3              | 17 tháng 8   |       |                 |                 |  |  |                 |                 |
|  | Argentina   | 2              |              |       |                 |                 |  |  |                 |                 |
|  | Argentina   | 2              | Hà Lan (p.đ) | 1 (4) |                 |                 |  |  |                 |                 |
|  | 15 tháng 8  |                | Hà Lan (p.đ) | 1 (4) |                 |                 |  |  |                 |                 |
|  |             | Đức            | 1 (3)        |       |                 |                 |  |  |                 |                 |
|  | Hoa Kỳ      | Đức            | 1 (3)        | 1     |                 |                 |  |  |                 |                 |
|  | Hoa Kỳ      |                | 19 tháng 8   | 1     |                 |                 |  |  |                 |                 |
|  | Đức         | 2              |              |       |                 |                 |  |  |                 |                 |
|  | Đức         | 2              | Hà Lan       | 3 (0) |                 |                 |  |  |                 |                 |
|  | 15 tháng 8  |                | Hà Lan       | 3 (0) |                 |                 |  |  |                 |                 |
|  |             | Anh Quốc (p.đ) | 3 (2)        |       |                 |                 |  |  |                 |                 |
|  | New Zealand | Anh Quốc (p.đ) | 3 (2)        | 4     |                 |                 |  |  |                 |                 |
|  | New Zealand | 17 tháng 8     |              | 4     |                 |                 |  |  |                 |                 |
|  | Úc          | 2              |              |       |                 |                 |  |  |                 |                 |
|  | Úc          | 2              | New Zealand  | 0     |                 |                 |  |  |                 |                 |
|  | 15 tháng 8  |                | New Zealand  | 0     |                 |                 |  |  |                 |                 |
|  |             | Anh Quốc       | 3            |       | Huy chương đồng | Huy chương đồng |  |  |                 |                 |
|  | Anh Quốc    | Anh Quốc       | 3            | 3     | Huy chương đồng | Huy chương đồng |  |  |                 |                 |
|  | Anh Quốc    |                | 19 tháng 8   | 3     |                 |                 |  |  |                 |                 |
|  | Tây Ban Nha | 1              |              |       |                 |                 |  |  |                 |                 |
|  | Tây Ban Nha | 1              | Đức          | 2     |                 |                 |  |  |                 |                 |
|  |             |                |              |       |                 |                 |  |  |                 |                 |
|  | New Zealand | 1              |              |       |                 |                 |  |  |                 |                 |
|  | New Zealand | 1              |              |       |                 |                 |  |  |                 |                 |

## Huy chương

### Bảng tổng sắp huy chương
| Hạng               | Đoàn               | Vàng | Bạc | Đồng | Tổng số |
| ------------------ | ------------------ | ---- | --- | ---- | ------- |
| 1                  | Anh Quốc (GBR)     | 1    | 0   | 0    | 1       |
| 1                  | Argentina (ARG)    | 1    | 0   | 0    | 1       |
| 3                  | Bỉ (BEL)           | 0    | 1   | 0    | 1       |
| 3                  | Hà Lan (NED)       | 0    | 1   | 0    | 1       |
| 5                  | Đức (GER)          | 0    | 0   | 2    | 2       |
| Tổng số (5 đơn vị) | Tổng số (5 đơn vị) | 2    | 2   | 2    | 6       |

### Danh sách huy chương
| Nội dung | Vàng | Bạc | Đồng |
| -------- | --- | --- | --- |
| Nam      | Argentina (ARG) · Juan Manuel Vivaldi · Gonzalo Peillat · Juan Ignacio Gilardi · Facundo Callioni · Lucas Rey · Matías Paredes · Joaquín Menini · Lucas Vila · Ignacio Ortiz · Juan Martín López · Juan Manuel Saladino · Matías Rey · Manuel Brunet · Agustín Mazzilli · Lucas Rossi · Pedro Ibarra | Bỉ (BEL) · Arthur Van Doren · John-John Dohmen · Florent van Aubel · Sebastien Dockier · Cédric Charlier · Gauthier Boccard · Emmanuel Stockbroekx · Thomas Briels · Felix Denayer · Vincent Vanasch · Simon Gougnard · Loïck Luypaert · Tom Boon · Jérôme Truyens · Elliot Van Strydonck · Tanguy Cosyns | Đức (GER) · Nicolas Jacobi · Mathias Müller · Linus Butt · Martin Häner · Moritz Trompertz · Mats Grambusch · Christopher Wesley · Timm Herzbruch · Tobias Hauke · Tom Grambusch · Christopher Rühr · Martin Zwicker · Moritz Fürste · Florian Fuchs · Timur Oruz · Niklas Wellen                             |
| Nữ       | Anh Quốc (GBR) · Maddie Hinch · Laura Unsworth · Crista Cullen · Hannah Macleod · Georgie Twigg · Helen Richardson-Walsh · Susannah Townsend · Kate Richardson-Walsh · Sam Quek · Alex Danson · Giselle Ansley · Sophie Bray · Hollie Webb · Shona McCallin · Lily Owsley · Nicola White             | Hà Lan (NED) · Joyce Sombroek · Xan de Waard · Kitty van Male · Laurien Leurink · Willemijn Bos · Marloes Keetels · Carlien Dirkse van den Heuvel · Kelly Jonker · Maria Verschoor · Lidewij Welten · Caia van Maasakker · Maartje Paumen · Naomi van As · Ellen Hoog · Margot van Geffen · Eva de Goede  | Đức (GER) · Nike Lorenz · Selin Oruz · Anne Schröder · Lisa Schütze · Charlotte Stapenhorst · Katharina Otte · Janne Müller-Wieland · Hannah Krüger · Jana Teschke · Lisa Altenburg · Franzisca Hauke · Cécile Pieper · Marie Mävers · Annika Sprink · Julia Müller · Pia-Sophie Oldhafer · Kristina Reynolds |